# Бликсен
Бликсен (на английски: Blixen) е ударен кратер на планетата Венера. Той е с диаметър 20,8 km и е кръстен на датската писателка Карен Бликсен.